# (14967) Madrid
Pour les articles homonymes, voir Madrid (homonymie).
(14967) Madrid est un astéroïde de la ceinture principale découvert le 6 août 1997 à Majorque par les astronomes espagnols Ángel López et Rafael Pacheco. Sa désignation provisoire était 1997 PF4.
Il porte le nom de la capitale espagnole Madrid.